# Две-Могили (община)
Две-Могили (болг. Община Две могили) — община в Болгарии. Входит в состав Русенской области. Население составляет 10 784 человека (на 15 мая 2008 года).
Административный центр — город Две-Могили.
Площадь территории общины 345 км².
Кмет (мэр) общины Две-Могили — Драгомир Дамянов Драганов (коалиция партий: Союз демократических сил, Демократическая партия, Демократы за сильную Болгарию, Земледельческий народный союз) по результатам выборов в правление общины.

## Состав общины
В состав общины входят следующие населённые пункты:
1. село Баниска
2. село Батишница
3. село Бызовец
4. город Две-Могили
5. село Каран-Вырбовка
6. село Кацелово
7. село Могилино
8. село Острица
9. село Пепелина
10. село Помен
11. село Чилнов
12. село Широково